# Lijst van gemeentelijke monumenten in Weert (gemeente)
De gemeente Weert kent 178 gemeentelijke monumenten. Hieronder een overzicht. 

## Altweerterheide
De plaats Altweerterheide kent 5 gemeentelijk monumenten:
| Object                                           | Bouwjaar | Architect            | Locatie          | Coördinaten                   | Nr.        | Afbeelding  |
| ------------------------------------------------ | -------- | -------------------- | ---------------- | ----------------------------- | ---------- | ----------- |
| Heilig Hart van Jezuskerk, vrijstaande kruiskerk | 1936     | J.Th.J en P. Cuypers | Bocholterweg 112 | 51° 13' 14" NB, 5° 40' 47" OL | 0988/WN001 | Upload foto |
| Boerderij                                        |          |                      | Dijkerstraat 34  | 51° 13' 50" NB, 5° 41' 56" OL | 0988/WN079 | Upload foto |
| Boerderij                                        |          |                      | Dijkerstraat 36  | 51° 13' 50" NB, 5° 41' 50" OL | 0988/WN080 | Upload foto |
| Boerderij                                        |          |                      | Dijkerstraat 40  | 51° 13' 51" NB, 5° 41' 45" OL | 0988/WN081 | Upload foto |
| Boerderij                                        |          |                      | Dijkerstraat 42  | 51° 13' 52" NB, 5° 41' 41" OL | 0988/WN082 | Upload foto |
| Boerderij                                        |          |                      | Grootvenweg 1    | 51° 13' 43" NB, 5° 42' 24" OL | 0988/WN098 | Upload foto |

## Stramproy
De plaats Stramproy kent 25 gemeentelijke monumenten:
| Object                                | Bouwjaar | Architect | Locatie                              | Coördinaten                   | Nr.        | Afbeelding             |
| ------------------------------------- | -------- | --------- | ------------------------------------ | ----------------------------- | ---------- | ---------------------- |
| Langgevelboerderij                    | 1828     |           | Bergerothweg 52                      | 51° 11' 53" NB, 5° 42' 52" OL | 0988/WN002 | Upload foto            |
| Langgevelboerderij                    |          |           | Ellerweg 1                           | 51° 11' 53" NB, 5° 44' 0" OL  | 0988/WN003 | Upload foto            |
| Voorm. Gemeentehuis                   |          |           | Frans Strouxstraat 2, 4, 4a t/m 4c   | 51° 11' 34" NB, 5° 43' 27" OL | 0988/WN023 | Voorm. Gemeentehuis    |
| Herenhuis                             |          |           | Frans Strouxstraat 5, 7 (hernummerd) | 51° 11' 34" NB, 5° 43' 29" OL | 0988/WN024 | Upload foto            |
| Woonhuis                              |          |           | Frans Strouxstraat 6                 | 51° 11' 31" NB, 5° 43' 27" OL | 0988/WN025 | Upload foto            |
| Boerderij                             |          |           | Grensweg 2                           | 51° 11' 2" NB, 5° 41' 57" OL  | 0988/WN004 | Upload foto            |
| Boerderijen en kapelletjes etc.       |          |           | Heijenroth "de Hei" gehucht          | 51° 11' 24" NB, 5° 41' 48" OL | 0988/WN101 | Upload foto            |
| Boerderij                             |          |           | Horsterweg 9                         | 51° 11' 30" NB, 5° 43' 17" OL | 0988/WN005 | Upload foto            |
| Boerderij                             |          |           | Houtbroek 4                          | 51° 11' 21" NB, 5° 43' 41" OL | 0988/WN006 | Upload foto            |
| Langgevelboerderij                    |          |           | Houtbroek 3a                         | 51° 11' 10" NB, 5° 43' 42" OL | 0988/WN007 | Upload foto            |
| Hoekwoning                            |          |           | Julianalaan 4                        | 51° 11' 37" NB, 5° 43' 27" OL | 0988/WN026 | Upload foto            |
| Herenhuis (oude kapelanie)            |          |           | Julianastraat 27                     | 51° 11' 41" NB, 5° 43' 20" OL | 0988/WN027 | Upload foto            |
| Boerderij                             |          |           | Kapelstraat 7                        | 51° 11' 21" NB, 5° 41' 43" OL | 0988/WN008 | Upload foto            |
| Heyerkapel                            | 1853     |           | Kapelstraat 8                        | 51° 11' 23" NB, 5° 41' 44" OL | 0988/WN009 | Upload foto            |
| Boerderij, m.u.v. losstaand bijgebouw |          |           | Kapelstraat 9                        | 51° 11' 23" NB, 5° 41' 43" OL | 0988/WN010 | Upload foto            |
| Voorm. pastorie                       |          |           | Kerkplein 2                          | 51° 11' 37" NB, 5° 43' 26" OL | 0988/WN011 | Meer afbeeldingen      |
| Bedrijfspand                          |          |           | Kroonstraat 1                        | 51° 11' 44" NB, 5° 43' 20" OL | 0988/WN012 | Bedrijfspand           |
| Straatbeeld                           |          |           | Kroonstraat - Wilhelminastraat       | 51° 11' 41" NB, 5° 43' 36" OL | 0988/WN013 | Upload foto            |
| Boerderij                             |          |           | Molenweg 18                          | 51° 11' 48" NB, 5° 44' 2" OL  | 0988/WN014 | Upload foto            |
| Boerderij                             |          |           | Neelestraat 3a                       | 51° 11' 22" NB, 5° 43' 8" OL  | 0988/WN015 | Upload foto            |
| Boerderij                             |          |           | Veldstraat 45                        | 51° 11' 38" NB, 5° 42' 54" OL | 0988/WN016 | Upload foto            |
| Boerderij                             |          |           | Veldstraat 52                        | 51° 11' 41" NB, 5° 42' 53" OL | 0988/WN017 | Upload foto            |
| Woonhuis                              |          |           | Wilhelminastraat 7                   | 51° 11' 50" NB, 5° 43' 24" OL | 0988/WN018 | Upload foto            |
| Woonhuis                              |          |           | Wilhelminastraat 9                   | 51° 11' 49" NB, 5° 43' 25" OL | 0988/WN019 | Upload foto            |
| Kantoor woonhuis                      |          |           | Wilhelminastraat 20 -22              | 51° 11' 48" NB, 5° 43' 24" OL | 0988/WN020 | Upload foto            |
| Woonhuis                              |          |           | Wilhelminastraat 23                  | 51° 11' 44" NB, 5° 43' 32" OL | 0988/WN021 | Upload foto            |
| Woonhuis, vm. Tramhalt                |          |           | Wilhelminastraat 24                  | 51° 11' 47" NB, 5° 43' 25" OL | 0988/WN022 | Woonhuis, vm. Tramhalt |

## Swartbroek
De plaats Swartbroek kent 7 gemeentelijke monumenten:
| Object                                    | Bouwjaar | Architect     | Locatie                         | Coördinaten                   | Nr.        | Afbeelding  |
| ----------------------------------------- | -------- | ------------- | ------------------------------- | ----------------------------- | ---------- | ----------- |
| Heilige-Maagdenkapel                      | 1882     |               | Coolenstraat 34                 | 51° 13' 56" NB, 5° 46' 43" OL | 0988/WN028 | Upload foto |
| Bakhuis                                   |          |               | Breijbaan 38                    | 51° 14' 18" NB, 5° 45' 12" OL | 0988/WN073 | Upload foto |
| Sint-Corneliuskerk, vrijstaande kruiskerk | 1924     | J.H.J. Kayser | Ittervoorterweg 68              | 51° 13' 47" NB, 5° 46' 18" OL | 0988/WN029 | Upload foto |
| Grafkruis                                 |          |               | Ittervoorterweg bij nr. 68      | 51° 13' 47" NB, 5° 46' 16" OL | 0988/WN030 | Grafkruis   |
| Boerderij                                 |          |               | Ittervoorterweg bij 104         | 51° 13' 30" NB, 5° 46' 31" OL | 0988/WN031 | Upload foto |
| Veldkruis                                 |          |               | Ittervoorterweg - Hennestraatje | 51° 13' 37" NB, 5° 46' 31" OL | 0988/WN032 | Upload foto |
| Veldkruis                                 |          |               | Ittervoorterweg - Kremersweg    | 51° 14' 1" NB, 5° 46' 11" OL  | 0988/WN033 | Upload foto |

## Tungelroy
De plaats Tungelroy kent 11 gemeentelijke monumenten:
| Object                                           | Bouwjaar | Architect | Locatie                               | Coördinaten                   | Nr.        | Afbeelding  |
| ------------------------------------------------ | -------- | --------- | ------------------------------------- | ----------------------------- | ---------- | ----------- |
| Bakhuis                                          |          |           | Dupesweg 1                            | 51° 13' 0" NB, 5° 45' 14" OL  | 0988/WN084 | Upload foto |
| Veldkruis                                        |          |           | Kerkveldweg - Molensteeg              | 51° 12' 28" NB, 5° 43' 23" OL | 0988/WN111 | Upload foto |
| Veldkruis                                        |          |           | Pelmersheideweg / Hulsweg             | 51° 12' 58" NB, 5° 45' 17" OL | 0988/WN162 | Upload foto |
| Schuur                                           |          |           | Truppertstraat 30                     | 51° 12' 37" NB, 5° 43' 48" OL | 0988/WN034 | Upload foto |
| Bakhuis                                          |          |           | Truppertstraat 40                     | 51° 12' 34" NB, 5° 43' 58" OL | 0988/WN035 | Upload foto |
| Voormalige pastorie                              |          |           | Tungeler Dorpsstraat 26               | 51° 12' 41" NB, 5° 43' 33" OL | 0988/WN036 | Upload foto |
| Onze-Lieve-Vrouw-van-Altijddurende-Bijstandkapel | 1902     |           | Tungeler Dorpsstraat 40               | 51° 12' 42" NB, 5° 43' 40" OL | 0988/WN037 | Upload foto |
| Boerderij                                        |          |           | Tuurkesweg 10                         | 51° 12' 38" NB, 5° 43' 1" OL  | 0988/WN038 | Upload foto |
| Bakhuis                                          |          |           | Tuurkesweg 12                         | 51° 12' 36" NB, 5° 43' 1" OL  | 0988/WN039 | Upload foto |
| Boerderij                                        |          |           | Wallenweg 1                           | 51° 12' 35" NB, 5° 42' 56" OL | 0988/WN040 | Upload foto |
| Veldkruis                                        |          |           | Wijffelterbroekdijk bij Tuurkesweg 10 | 51° 12' 39" NB, 5° 43' 2" OL  | 0988/WN176 | Upload foto |

## Weert
De plaats Weert kent 138 gemeentelijke monumenten. Zie de Lijst van gemeentelijke monumenten in Weert (plaats)